# Mediorhynchus lagodekhiensis
Mediorhynchus lagodekhiensis är en hakmaskart som beskrevs av Kuraschvili 1955. Mediorhynchus lagodekhiensis ingår i släktet Mediorhynchus och familjen Giganthorhynchidae. Inga underarter finns listade i Catalogue of Life.